# Société historique et archéologique de Pontoise, du Val-d'Oise et du Vexin
La Société historique et archéologique de Pontoise, du Val-d’Oise et du Vexin (SHAPVOV) est une société savante fondée en 1877, reconnue d’utilité publique en 1918. Elle a pour objet l'étude du passé de Pontoise et de sa région. Elle est à l'origine de nombreuses publications spécialisées.

## Historique
Créée en 1877 par trois érudits pontoisiens - Ernest Seré-Depoin, Henri le Charpentier et Joseph Depoin -, la Société a pour premier président un ancien maire de Pontoise, Pierre-Ernest Seré-Depoin.

## Objectifs et actions de la société
Reconnue d'utilité publique en 1906, la société historique de Pontoise bénéficie du soutien du conseil départemental du Val-d'Oise, du Ministère de la culture et de la DRAC Ile-de-France. 
Son activité consiste en l'étude, les recherches et les publications concernant l'histoire et l'archéologie de Pontoise et du département. Elle compte 450 adhérents et organise chaque année de nombreuses sorties et conférences ; elle met en consultation ses archives, ses collections iconographiques.

## Membres illustres
Elle a compté parmi ses membres les personnalités suivantes : 
- Marcel Lachiver,
- Pierre Chaunu,
- Jean Favier,
- Emmanuel Le Roy Ladurie[2]...

## Présidents de la société

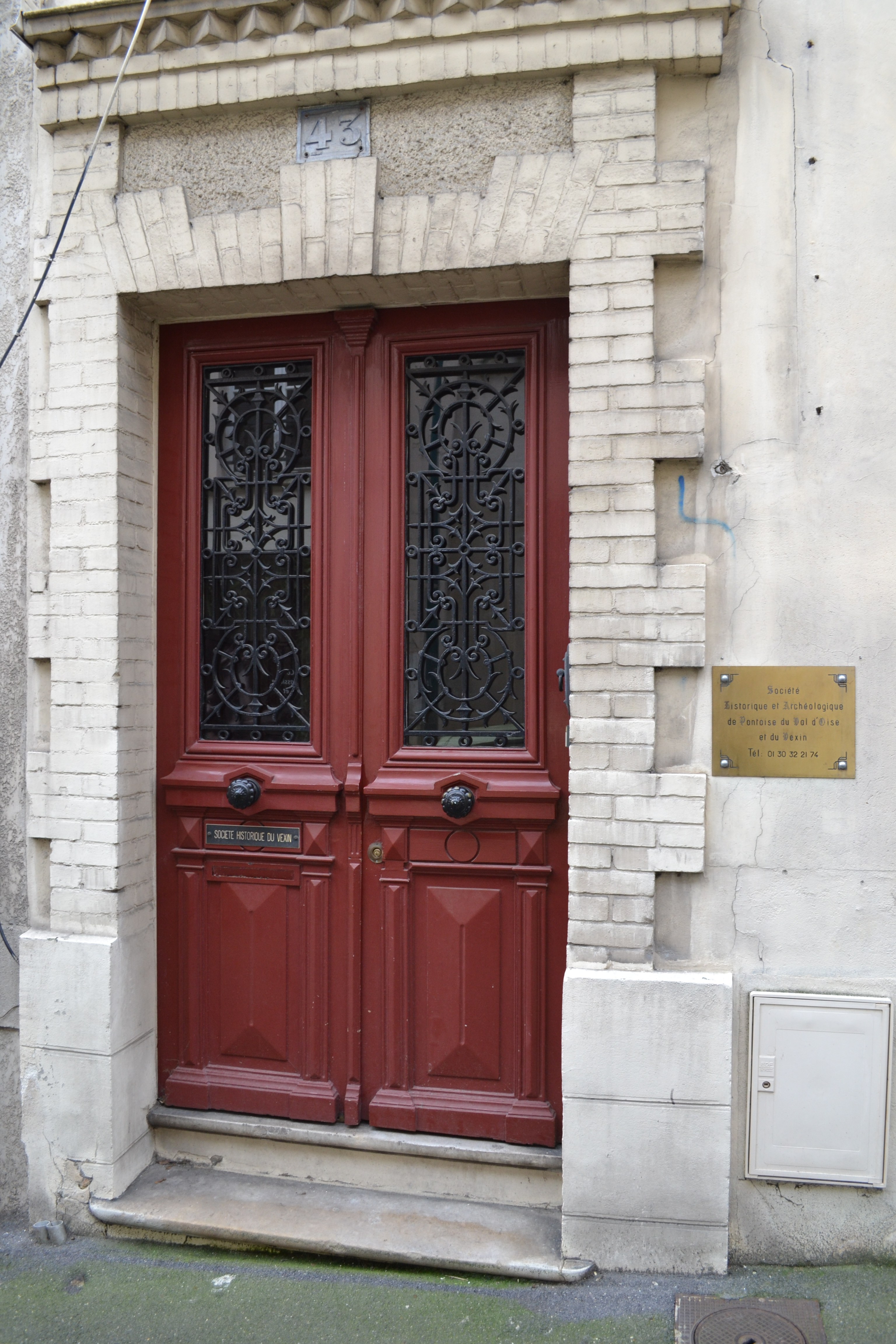
Le siège de la Société, 43, rue de la Roche, Pontoise.

| Période   | Identité                  | Qualité                    |
| --------- | ------------------------- | -------------------------- |
| 1877-1901 | Pierre-Ernest Seré-Depoin | Ancien maire de Pontoise   |
| 1901-1913 | Louis Passy               | Membre de l’Institut       |
| 1913-1915 | Auguste Rey               | Ancien maire de Saint-Prix |
| 1915-1928 | Germain Lefèvre-Pontalis  | Archiviste-paléographe     |
| 1928-1929 | M. Mallet                 | Ancien maire de Pontoise   |
| 1930-1960 | André Lesort              | Archiviste-paléographe     |
| 1960-1975 | André Lapeyre             |                            |
| 1975-1986 | Marcel Lachiver           | Professeur d’université    |
| 1986-1995 | Roland Vasseur            |                            |
| 1995-2005 | Jacques Dupâquier         | Membre de l’Institut       |
| 2005-2012 | Jacques Geninet           |                            |
| 2013-.... | Françoise Waro            |                            |

## Publications
La Société édite chaque année un Bulletin et un tome de Mémoires (94 volumes à ce jour), essentiellement consacrés à l’histoire locale. 
Elle a par ailleurs publié un certain nombre d’ouvrages, dont :
- Les anciennes fortifications de Pontoise, de Charles Gantois (réédition),
- Vin, vigne et vignerons en région parisienne du XVIIe   au   XIXe siècle, de Marcel Lachiver,
- La vie quotidienne dans le Vexin français au XVIIIe siècle, dans l’intimité d’une société rurale, de Françoise Waro,
- La châtellenie de Montmorency des origines à 1368, de Brigitte Bedos,
- Ainsi commença la Révolution, de Jacques Dupâquier,
- Monnaies, sceaux et médailles racontent Pontoise, de Paul Mathieu.

## Dans la culture
- La comédie-vaudeville L'Académicien de Pontoise (1848) d'Antoine-François Varner et Varin[3].

## Référence
1. ↑  Comité des travaux historiques et scientifiques.
2. ↑  Site de la Société historique et archéologique de Pontoise, du Val-d’Oise et du Vexin
3. ↑  « Varner et Varin,L'Académicien de Pontoise, Beck, Paris, 1848. »